# Vedat Kokona
Vedat Kokona (ur. 8 sierpnia 1913 w Izmirze, zm. 14 października 1998) – albański pisarz, satyryk, tłumacz i romanista.
Przetłumaczył na język albański łącznie ponad tysiąc utworów autorstwa wybitnych pisarzy, jak Pierre Corneille, Jean Baptiste Racine, William Shakespeare, Lew Tołstoj, Maksim Gorki, John Galsworthy, Wolter, Honoré de Balzac, Victor Hugo, Alfred de Musset, Dante Alighieri i Aleksander Puszkin; skompilował również dwa słowniki: francusko-albański (1966) oraz albańsko-francuski (1977).

## Życiorys
W 1920 roku wraz z rodzicami przeniósł się do Tirany, a po ukończeniu tam szkoły podstawowej kontynuował naukę we francuskim liceum w Korczy , którą ukończył w 1935 roku. Wyjechał do Paryża, gdzie studiował prawo. W roku 1939 wrócił do Albanii, gdzie proponowano mu pracę w sądzie w Krui, której Kokona jednak nie przyjął; nauczał języka francuskiego w Korczy. Prowadził w czasopiśmie Illyria działalność publicystyczną; opublikował w nim liczne utwory własnego autorstwa oraz jeden z przetłumaczonych przez siebie na język albański wierszy autorstwa Victora Hugo; spotkało się to z uznaniem ze strony naczelnego redaktora Ernesta Koliqiego oraz ambasadora Raufa Fico .
W 1941 roku został przeniesiony do Tirany, gdzie przez rok pracował jako nauczyciel w jednej ze szkół ponadpodstawowych; zrezygnował z tej pracy z powodów politycznych, następnie rozpoczął pracę adwokata. W lutym 1944 roku wraz z Mitrushem Kutelim, Nexhatem Hakiu i Sterjo Spassem założył dwutygodnik literacki Revista letrare; Kokona pełnił funkcję redaktora naczelnego, a czasopismo działało przez krótki czas.
Po II wojnie światowej kontynuował pracę adwokata, następnie uczył języka francuskiego w tirańskim liceum imienia Qemala Stafy. W latach 1949–1965 pracował jako tłumacz w wydawnictwie Naim Frashëri, następnie jako profesor wykładał język francuski na Wydziale Historyczno-Filologicznym Uniwersytetu Tirańskiego do przejścia na emeryturę.

## Wybrana twórczość[1]
- Nga Tirana në Stokholm (1935; dziennik)
- Dritë dhe hije (1939; poezja)
- Yje të këputur (1940; proza)[7]
- Shtatë prilli (1943; satyra)
- Mussoliniada (1943; satyra)
- Me valët e jetës (1961; proza)
- Hijet e natës (1966; dramat)

## Tytuły i odznaczenia
Uniwersytet Tirański przyznał Vedacie Kokonie tytuł doktora honoris causa z zakresu filozofii.
Został odznaczony Orderem Palm Akademickich oraz Orderem Sztuki i Literatury.

## Życie prywatne
Syn prawnika Elmaziego .